# 辛西娅·普拉斯特·卡斯特
辛西娅·普拉斯特·卡斯特（Cynthia Plaster Caster，1947年5月24日—2022年4月21日）是一位美国视觉艺术家，自称为“康复中的骨肉皮”（recovering groupie），她經常用石膏倒模法制作明星的勃起阴茎的模型。
1968年，辛西娅·普拉斯特·卡斯特开始制作摇滚乐明星的阴茎模型，就此开始艺术生涯。她后来扩大了创作范围，制作包括電影製作人在内的其他行业的艺术家的阴茎模型，最终积累出一套共50座阴茎模型。她从2000年开始制作女性艺术家的乳房模型。